# Kunstjahr 1516
Liste der Kunstjahre

◄◄ | ◄ | 1512 | 1513 | 1514 | 1515 | Kunstjahr 1516 | 1517 | 1518 | 1519 | 1520 | ► | ►►

Weitere Ereignisse
Dieser Artikel behandelt das Kunstjahr 1516.

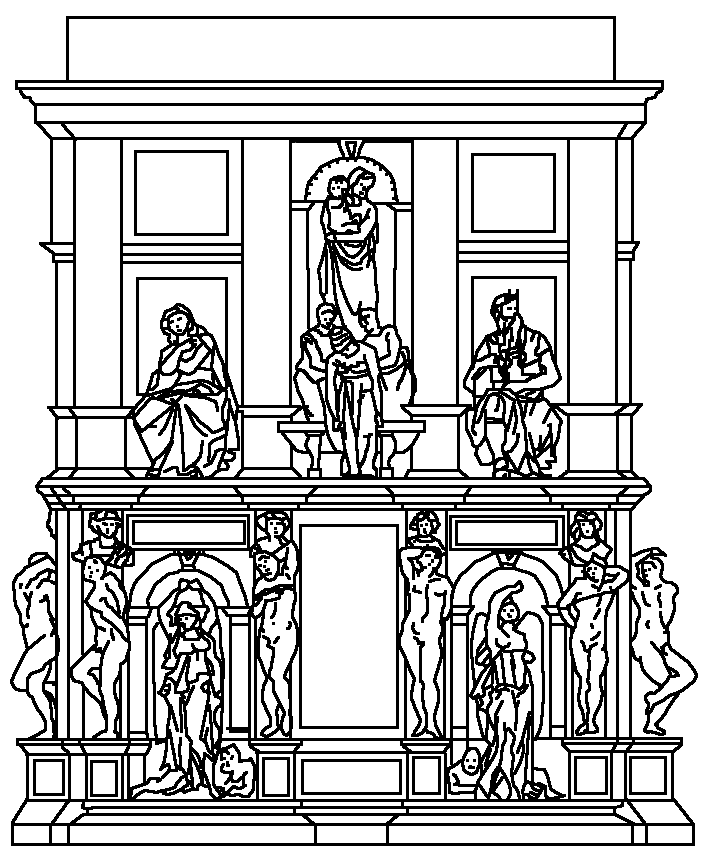
Rekonstruktion des Projekts für das Juliusgrabmal von Michelangelo 1516

## Ereignisse

### Leonardo da Vinci in Frankreich
- König François I. holt Leonardo da Vinci, den er auf seinem Italienzug kennengelernt hat, an seinen Hof nach Frankreich. Der Künstler nimmt unter anderem die Gemälde Mona Lisa und Anna selbdritt nach Paris mit. Er bezieht seinen Wohnsitz im Schloss Clos Lucé in Amboise, das ihm zusammen mit einer großzügigen Pension überlassen wird. Der König kommt in den nächsten zwei Jahren häufig mit seinem Hof nach Amboise.

Johannes der Täufer

- um 1516: Leonardo da Vinci vollendet das Gemälde Johannes der Täufer. Es handelt sich vermutlich um da Vincis letztes Ölgemälde.

### Italien
- Tizian erhält von Prior Fra Germano da Casale der Kirche Santa Maria Gloriosa dei Frari seinen ersten großen Auftrag für ein religiöses Gemälde. Er beginnt mit der Arbeit an Mariä Himmelfahrt, die bis 1518 dauern wird.
- Giulio de’ Medici, Cousin und Vizekanzler Papst Leos X. gibt bei Raffael das Bild Transfiguration in Auftrag. Gleichzeitig erteilt er Sebastiano del Piombo den Auftrag für die Erweckung des Lazarus.
- Raffael fertigt das Porträt Baldassare Castiglione.
- Giovanni da Udine tritt in die Werkstatt Raffaels ein.
- Der 15-jährige Benvenuto Cellini wird wegen einer Schlägerei für sechs Monate aus Florenz verbannt, die er bei Meister Francesco Castoro in Siena verbringt.

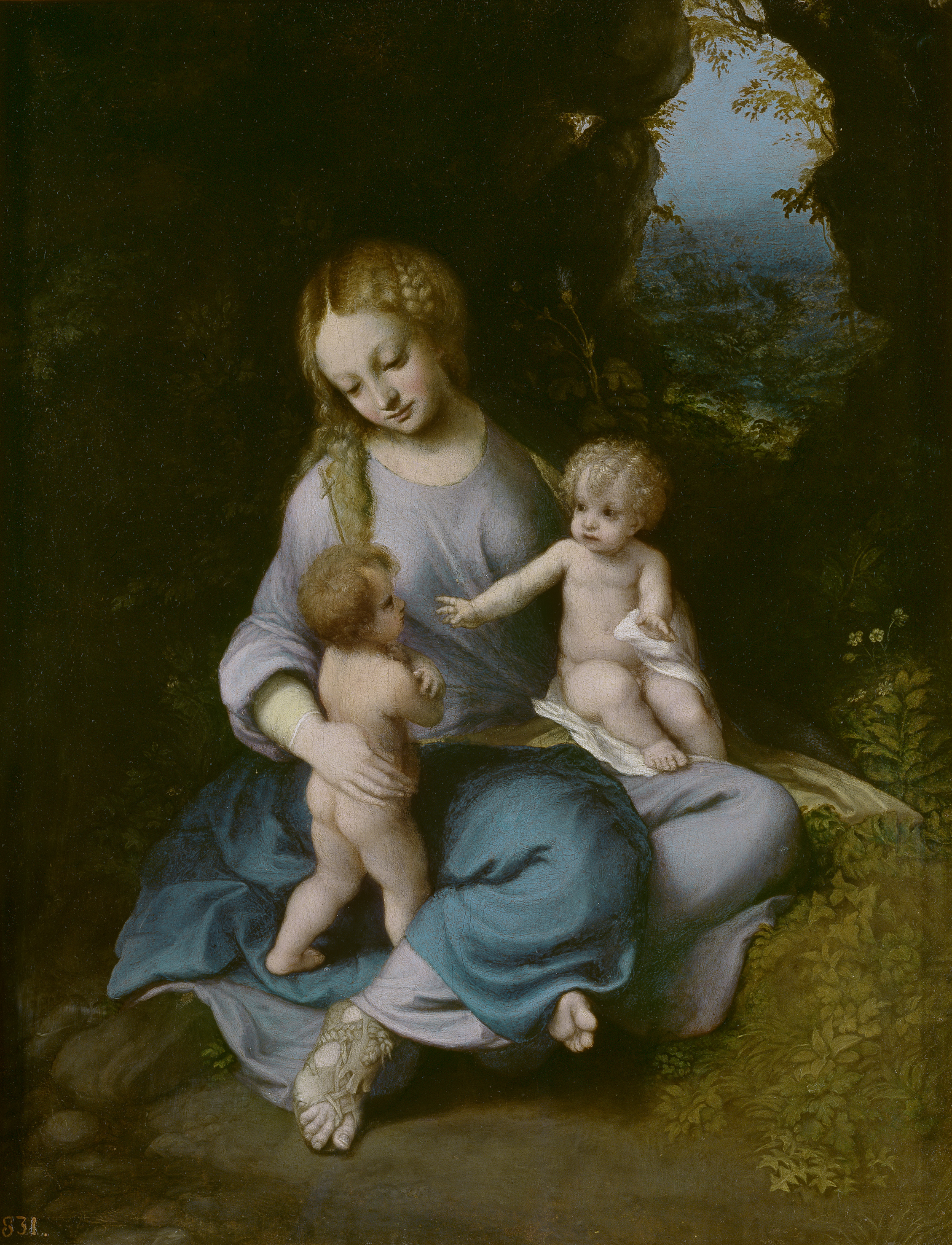
Madonna mit Jesus und Johannes dem Täufer

- um 1516: Antonio da Correggio malt die Madonna mit Jesus und Johannes dem Täufer.

### Deutschland
- Lucas Cranach der Ältere malt den Bilderzyklus Die 10 Gebote.

## Geboren

### Genaues Geburtsdatum unbekannt
- Frans Floris, flämischer Maler der nordischen Renaissance († 1570)
- Hans Mielich, deutscher Maler und Zeichner († 1573)

### Geboren um 1516
- Bartolommeo Genga, italienischer Maler und Architekt († 1558)

## Gestorben

### Todesdatum gesichert

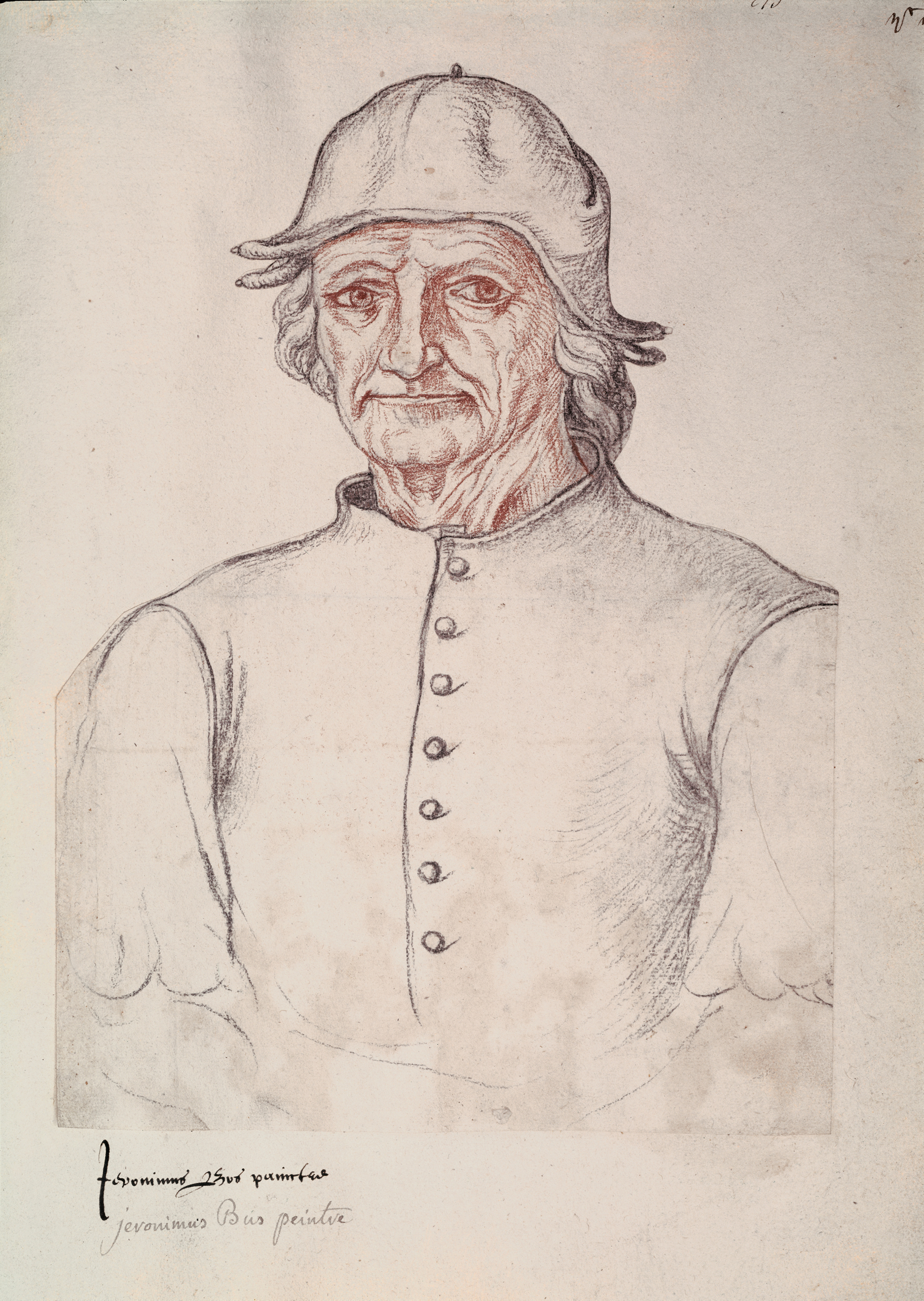
Posthumes Porträt von Hieronymus Bosch

- August: Hieronymus Bosch, niederländischer Maler (* um 1450)
- 29. November: Giovanni Bellini, italienischer Maler (* um 1437)

### Genaues Todesdatum unbekannt
- Jacopo de’ Barbari, italienischer Maler und Kupferstecher (* um 1460–70)
- Giovanni Antonio Boltraffio, Mailänder Maler (* 1467)
- Vincenzo Foppa, italienischer Maler (* um 1427)
- Bernardino Fungai, italienischer Maler der Schule von Siena (* 1460)
- Antonio Lombardo, venezianischer Bildhauer (* um 1458)
- Konrad Pfettisheim, Straßburger Bürger und Autor einer Reimchronik über die Burgunderkriege (* vor 1477)
- Biagio Rossetti, italienischer Architekt und Stadtplaner (* 1447)
- Giuliano da Sangallo, Florentiner Architekt und Bildhauer (* 1445)
- Ivo Strigel, süddeutscher Bildhauer (* 1430)
- Hermann Vischer der Jüngere, deutscher Maler und Bildhauer (* 1486)

### Gestorben um 1516
- Jürgen Richolff der Ältere, deutscher Drucker (* unbekannt)